# Ливийско-нигерские отношения
Ливийско-нигерские отношения — двусторонние дипломатические отношения между Ливией и Нигером. Протяжённость государственной границы между странами составляет 342 км.

## История
В начале декабря 2012 года премьер-министр Всеобщего национального конгресса Али Зейдан возглавил делегацию высокого уровня в Алжир, Чад, Нигер и Судан для обсуждения вопросов обеспечения безопасности государственных границ, а также развитие двусторонних отношений. По итогам визита было подписано соглашение о создании совместного комитета по безопасности, который изучит создание механизмов для решения вопросов, связанных с безопасностью границ.
После падения режима Муаммара Каддафи в Ливии началась гражданская война, что способствовало созданию в этой стране ячеек террористических группировок «Аль-Каида в странах исламского Магриба» и «Аль-Мурабитун», которые стали действовать по всему Сахелю. 
В 2017 году на территории Ливии был обнаружен рынок рабов, где несколько тысяч человек продавались на аукционе; среди них были и граждане Нигера. 
В настоящее время Ливия претендует на около 25 000 км² территории Нигера в регионе Томмо в рамках территориального спора.

## Торговля
В 2018 году экспорт Нигера в Ливию составил сумму 148,87 тысяч долларов США. Основные статьи экспорта Нигера в Ливию: транспортные средства, медь, машинное оборудование, электроника.

## Дипломатические представительства
- Ливия имеет посольство в Ниамее[7].
- Нигер содержит посольство в Триполи[8].